# بازی‌های آسیایی ۱۹۹۸
بازی‌های آسیایی ۱۹۹۸ (به تایلندی: เอเชียนเกมส์ ۲۵۴۱) که با عناوین سیزدهمین دوره بازی‌های آسیایی و آسیاد XIII هم شناخته می‌شود یک رویداد چندورزشی آسیایی می‌باشد که از ۶ تا ۲۰ دسامبر ۱۹۹۸ در شهر بانکوک، تایلند برگزار شده‌است. در این دوره ۶٬۵۵۴ ورزشکار از ۴۱ کشور آسیا در ۳۶ رشته ورزشی حضور داشتند. مسابقات رشته ورزشی فوتبال در تاریخ ۳۰ نوامبر ۱۹۹۸ و یک هفته زودتر از مراسم افتتاحیهٔ بازی‌ها آغاز شد.
بانکوک در ۲۶ سپتامبر سال ۱۹۹۰ با برتری بر شهرهای تایپه، چین تایپه و جاکارتا، اندونزی در رقابت برای کسب میزبانی بازی‌ها، مجوز میزبانی بازی‌های سال ۱۹۹۸ را به‌دست‌آورد. بدین ترتیب بانکوک به نخستین شهری تبدیل شد که چهار بار میزبان بازی‌های آسیایی شده‌است، پیش از این بازی‌های آسیایی در سال‌های ۱۹۶۶، ۱۹۷۰ و ۱۹۷۸ در بانکوک به انجام رسیده بود. این رویداد توسط بومیپول آدولیاده، پادشاه تایلند در ورزشگاه راجامانگالا افتتاح شد.
در پایان، چین در جدول رده‌بندی مدال‌ها پیشتاز شد و پس از آن کره‌جنوبی، ژاپن و تایلند میزبان قرار گرفتند. تایلند با کسب ۲۴ مدال طلا رکورد جدیدی را برای خود به ثبت رساند. علاوه بر این کوجی ایتو ورزشکار ژاپنی در رشتهٔ دو و میدانی به عنوان با ارزش‌ترین ورزشکار (MVP) بازی‌ها اعلام شد. در مجموع این دوره از بازی‌ها با توجه به افزایش سطح کمی و کیفی رقابت بین کشورهای آسیایی، موفقیت‌آمیز به نظر می‌رسید. همچنین برگزاری این نسخه از مسابقات آسیاد یک موفقیت بزرگ برای تایلند در امر توسعه ورزش در عصر مدرن محسوب می‌کنند.

## انتخاب شهر میزبان
سه شهر تایپه (چین تایپه)، جاکارتا (اندونزی) و بانکوک (تایلند) در سال ۱۹۸۹ پیشنهاد میزبانی خود را به‌طور رسمی به شورای المپیک آسیا ابلاغ کردند.
فرایند رأی‌گیری برای انتخاب میزبان در تاریخ ۲۷ سپتامبر ۱۹۹۰ در هتل پالاس چین در پکن، چین و در جریان نهمین دوره مجمع عمومی شورای المپیک آسیا (OCA) برگزار شد. هر ۳۷ عضو این شورا در این فرایند آراء مخفی خود را به صندوق انداختند. سپس با شمارش آراء اعلام شد که بانکوک توانست حق میزبانی را به‌دست بیاورد. اگرچه جزئیات نتایج رأی‌ها منتشر نشد، اما مشخص شد که بانکوک با نتیجهٔ ۲۰-۱۰-۷ پیروز شده‌است.
پس از این انتخاب، بانکوک نخستین شهری شد که میزبانی چهار بارهٔ بازی‌های آسیایی را برعهده گرفته‌است. پیش از این، پایتخت تایلند میزبانی بازی‌های آسیایی ۱۹۶۶، ۱۹۷۰ و ۱۹۷۸ را بدون رقابت و فرایند رأی‌گیری برای انتخاب میزبان به‌دست آورده بود و این برای نخستین بار بود که با دیگر نامزدها بر سر کسب میزبانی رقابت می‌کرد.
شهر میزبان برای انتخاب شدن به عنوان میزبان باید ۱۹ رأی کسب می‌کرد.
| شهر     | کشور    | رأی |
| بانکوک  | تایلند  | ۲۰  |
| تایپه   | تایوان  | ۱۰  |
| جاکارتا | اندونزی | ۷   |

## فرایند توسعه و آماده‌سازی

### هزینه‌ها
براساس گزارش خبرگزاری یونایتدپرس اینترنشنال، فرایند آماده‌سازی برای برگزاری این بازی‌ها از جمله ساخت و نوسازی سه ورزشگاه اصلی و دهکدهٔ ورزشکاران، حدود ۶ میلیارد بات تایلند (۱۶۷ میلیون دلار) هزینه در پی داشته‌است.

### مکان‌ها
هوآ مارک
- ورزشگاه راجامانگالا (مراسم افتتاحیه و اختتامیه، فوتبال)
- ورزشگاه سرپوشیده (سپک تاکرا)
- ولودروم (دوچرخه‌سواری پیست)
- منطقهٔ تیراندازی (تیراندازی)
- منطقهٔ تیراندازی به اهداف پروازی (تیراندازی به اهداف پروازی)

موآنگ تونگ تای
- ورزشگاه IMPACT آره‌نا (بوکس)
- سالن‌های ۱–۵ IMPACT (بیلیارد و اسنوکر، ژیمناستیک، والیبال)
- ورزشگاه تاندر دوم (وزنه‌برداری)
- ورزشگاه SCG (فوتبال راگبی)
- ورزشگاه مرکزی تنیس (تنیس)

دانشگاه تاماسات (مرکز رانگسیت)
- ورزشگاه اصلی (دو و میدانی و فوتبال)
- سالن ورزشی شمارهٔ ۱ (بسکتبال، جودو، کشتی)
- سالن ورزشی شمارهٔ ۲ (بدمینتون)
- سالن ورزشی شمارهٔ ۳ (هندبال)
- سالن ورزشی شمارهٔ ۴ (شمشیربازی)
- سالن ورزشی شمارهٔ ۵ (تنیس روی میز)
- سالن ورزشی شمارهٔ ۶ (ووشو)
- سالن ورزشی شمارهٔ ۷ (کاراته، تکواندو)
- زمین تنیس (سافت تنیس)
- زمین چمن شمارهٔ ۱ (تیراندازی با کمان)
- زمین چمن شمارهٔ ۲ (سافت بال)
- ورزشگاه مرکزی ورزش‌های آبی (ورزش‌های آبی)
- دهکدهٔ ورزشکاران

سایر مکان‌ها
بانکوک و فرا ناخون سی آیوتتایا
- دانشگاه کاستسارت (هاکی)
- ورزشگاه بولینگ پی. اس بنگاپی (بولینگ)
- ورزشگاه سوپاچالاسای (فوتبال)
- ورزشگاه ارتش تایلند (راگبی)
- ورزشگاه تایلندی-ژاپنی (فوتبال)
- ورزشگاه توپاتیمه (فوتبال)

چیانگ‌مای
- ورزشگاه هفتصدمین سالگرد (فوتبال)

چونبوری
- مرکز ورزشی سفیر (اسکواش)
- ساحل آئو-دونگ‌تارن جامتین (قایقرانی بادبانی)
- ساحل جامتین (والیبال ساحلی)
- منطقهٔ مپ پراچان رسیویر (کانوئینگ، روئینگ)

ناکون نایوک
- دانشگاه سیری ناخارین ویروت (پردیس اونکاراک) (هندبال، سافت بال، کبدی)

ناکون راتچاسیما
- منطقهٔ ریمتارن رسورت پارک ملی خوا یای (دوچرخه‌سواری کوهستان)
- جاده پانوهیوتین (دوچرخه‌سواری جاده)

ناکون ساوان
- ورزشگاه مرکزی استان ناکون ساوان (فوتبال)

پاتوم تانی
- باشگاه ورزشی آلپاین گلف (گلف)
- مجموعهٔ ورزشی ملکه سیریتکیت (بیسبال، هاکی)

سارابوری
- باشگاه سوارکاری فورت آدهیسورن (سوارکاری)

سیساکت
- ورزشگاه مرکزی استان سیساکت (فوتبال)

سونگکلا
- سالن ورزشی سواناوونگ هت یای (سپک تاکرا)
- ورزشگاه تیناسولانون (فوتبال)

سوپان بوری
- سالن ورزشی شهرداری (بسکتبال)
- ورزشگاه مرکزی استان سوپان بوری (فوتبال)

سورات تانی
- ورزشگاه مرکزی استان سورات تانی (فوتبال)

ترانگ
- ورزشگاه مرکزی استان ترانگ (فوتبال)
- سالن ورزشی شهرداری (سپک تاکرا)

## نشان بازی‌ها
نشان رسمی سیزدهمین دورهٔ بازی‌های آسیایی، نمایندهٔ آسیا به صورت عام و تایلند، به صورت خاص است. این نماد براساس حرف انگلیسی A طراحی شده‌است که حرف اول کلمهٔ آسیا (Asia) و کلمهٔ ورزشکار (Athele) است. در این نشان از سازهٔ ماها استوپا یا بنای پاگودا که به‌طور خاص نشان دهندهٔ تایلند می‌باشند استفاده شده‌است.
سازهٔ ماها استوپا نشانهٔ دانش، هوش و شجاعت اجداد تایلندی‌ها است که نفرات دوم هیچ‌وقت به آن‌ها دست پیدا نمی‌کنند. بالای این نشان هم از لوگوی شورای المپیک آسیا (OCA) استفاده شده‌است.

## عروسک بازی‌ها

عروسک رسمی بازی‌های آسیایی ۱۹۹۸ با نام "Chai Yo"

عروسک رسمی سیزدهمین دورهٔ بازی‌های آسیایی فیلی به نام چای-یو (به تایلندی: ไชโย) (کلمهٔ تایلندی به معنی لذت، خوشحالی، موفقیت، وحدت و خوشبختی) است. این کلمه توسط گروهی از مردم فریاد زده می‌شود تا وحدت و همبستگی خود را با فریاد آن نشان دهند. در تایلند، فیل حیوانی متمایز و دارای اهمیت است که نسل‌های زیادی از آن در کنار مردم این کشور زندگی کرده‌اند. این حیوان در جهان هم به دلیل قوت و صلابت‌اش همواره مورد تحسین و ستایش مردمان قرار گرفته‌است.

## مراسم افتتاحیه
مراسم افتتاحیه بازی‌های آسیایی ۱۹۹۸ رأس ساعت ۱۷:۰۰ روز ششم دسامبر به وقت محلی آغاز شد. مهمانانی مانند بومیپول آدولیاده، پادشاه تایلند؛ خوان آنتونیو سامارانش، رئیس کمیته بین‌المللی المپیک؛ و شیخ أحمد فهد الأحمد الصباح، رئیس OCA؛ به عنوان مهمان در این مراسم حاضر بودند. کشورهای شرکت کننده، به ترتیب نام کشورشان که براساس حروف الفبای تایلندی بود، به ورزشگاه وارد شدند.

## کشوهای شرکت‌کننده
| - بحرین (۱۵) - بنگلادش (۴۴) - بوتان (۲۱) - برونئی (۵۷) - کامبوج (۱۰۴) - چین (۸۲۸) - هنگ کنگ (۲۹۰) - هند (۳۲۸) - اندونزی (۲۱۳) - ایران (۳۱۸) - ژاپن (۹۶۵) - اردن (۵۵) - قزاقستان (۴۶۲) - کویت (۲۰۹) | - قرقیزستان (۱۴۷) - لائوس (۱۱۳) - لبنان (۷۹) - ماکائو (۹۷) - مالزی (۲۲۹) - مالدیو (۵۰) - مغولستان (۱۹۸) - میانمار (۷۶) - نپال (۹۳) - کره شمالی (۲۹۹) - عمان (۵۲) - پاکستان (۱۳۹) - فلسطین (۳۷) | - فیلیپین (۳۸۶) - قطر (۲۰۶) - سنگاپور (۱۹۴) - کره جنوبی (۷۵۴) - سری‌لانکا (۱۱۶) - سوریه (۵۸) - چین تایپه (۵۰۸) - تاجیکستان (۱۶۳) - تایلند (۱۰۵۵) (کشور میزبان) - ترکمنستان (۷۷) - امارات متحده عربی (۱۱۹) - ازبکستان (۲۷۵) - ویتنام (۱۸۸) - یمن (۳۲) |

## ورزش‌ها
| - تیراندازی با کمان - دو و میدانی - بدمینتون - بیسبال - بسکتبال - والیبال ساحلی - بولینگ - بوکس - کانوئینگ - بیلیارد - دوچرخه‌سواری - شیرجه - سوارکاری | - شمشیربازی - هاکی روی چمن - فوتبال - گلف - ژیمناستیک - هندبال - جودو - کبدی - کاراته - روئینگ - راگبی ۱۵ نفره - قایقرانی بادبانی - سپک تاکرا | - تیراندازی - سافت‌بال - سافت تنیس - شنا - شنای موزون - تنیس روی میز - تکواندو - تنیس - والیبال - واترپلو - وزنه‌برداری - کشتی - ووشو |  |

غیررسمی
- رقص ورزشی
- موای تای

## جدول مدال‌ها
*   کشور میزبان (تایلند)
| رتبه            | کشور                    | طلا | نقره | برنز | مجموع |
| --------------- | ----------------------- | --- | ---- | ---- | ----- |
| ۱               | چین (CHN)               | ۱۲۹ | ۷۸   | ۶۷   | ۲۷۴   |
| ۲               | کره جنوبی (KOR)         | ۶۵  | ۴۶   | ۵۳   | ۱۶۴   |
| ۳               | ژاپن (JPN)              | ۵۲  | ۶۱   | ۶۸   | ۱۸۱   |
| ۴               | تایلند (THA)*           | ۲۴  | ۲۶   | ۴۰   | ۹۰    |
| ۵               | قزاقستان (KAZ)          | ۲۴  | ۲۴   | ۳۰   | ۷۸    |
| ۶               | چین تایپه (TPE)         | ۱۹  | ۱۷   | ۴۱   | ۷۷    |
| ۷               | ایران (IRI)             | ۱۰  | ۱۱   | ۱۳   | ۳۴    |
| ۸               | کره شمالی (PRK)         | ۷   | ۱۴   | ۱۲   | ۳۳    |
| ۹               | هند (IND)               | ۷   | ۱۱   | ۱۷   | ۳۵    |
| ۱۰              | ازبکستان (UZB)          | ۶   | ۲۲   | ۱۲   | ۴۰    |
| ۱۱              | اندونزی (INA)           | ۶   | ۱۰   | ۱۱   | ۲۷    |
| ۱۲              | مالزی (MAS)             | ۵   | ۱۰   | ۱۴   | ۲۹    |
| ۱۳              | هنگ کنگ (HKG)           | ۵   | ۶    | ۶    | ۱۷    |
| ۱۴              | کویت (KUW)              | ۴   | ۶    | ۴    | ۱۴    |
| ۱۵              | سری‌لانکا (SRI)          | ۳   | ۰    | ۳    | ۶     |
| ۱۶              | پاکستان (PAK)           | ۲   | ۴    | ۹    | ۱۵    |
| ۱۷              | سنگاپور (SGP)           | ۲   | ۳    | ۹    | ۱۴    |
| ۱۸              | قطر (QAT)               | ۲   | ۳    | ۳    | ۸     |
| ۱۹              | مغولستان (MGL)          | ۲   | ۲    | ۱۰   | ۱۴    |
| ۲۰              | میانمار (MYA)           | ۱   | ۶    | ۴    | ۱۱    |
| ۲۱              | فیلیپین (PHI)           | ۱   | ۵    | ۱۲   | ۱۸    |
| ۲۲              | ویتنام (VIE)            | ۱   | ۵    | ۱۱   | ۱۷    |
| ۲۳              | ترکمنستان (TKM)         | ۱   | ۰    | ۱    | ۲     |
| ۲۴              | قرقیزستان (KGZ)         | ۰   | ۳    | ۳    | ۶     |
| ۲۵              | اردن (JOR)              | ۰   | ۳    | ۲    | ۵     |
| ۲۶              | سوریه (SYR)             | ۰   | ۲    | ۴    | ۶     |
| ۲۷              | نپال (NEP)              | ۰   | ۱    | ۳    | ۴     |
| ۲۸              | ماکائو (MAC)            | ۰   | ۱    | ۰    | ۱     |
| ۲۹              | امارات متحده عربی (UAE) | ۰   | ۰    | ۱    | ۱     |
| ۲۹              | برونئی (BRU)            | ۰   | ۰    | ۱    | ۱     |
| ۲۹              | بنگلادش (BAN)           | ۰   | ۰    | ۱    | ۱     |
| ۲۹              | عمان (OMA)              | ۰   | ۰    | ۱    | ۱     |
| ۲۹              | لائوس (LAO)             | ۰   | ۰    | ۱    | ۱     |
| مجموع (۳۳ کشور) | مجموع (۳۳ کشور)         | ۳۷۸ | ۳۸۰  | ۴۶۷  | ۱۲۲۵  |